# Semiothisa rectilinea
Semiothisa rectilinea là một loài bướm đêm trong họ Geometridae.